# Государственный комитет Туркменистана по статистике
Государственный комитет Туркменистана по статистике (Туркменстат, Госкомстат) является органом исполнительной власти, осуществляющим функции по формированию официальной статистической информации о социальном, экономическом, демографическом и экологическом положении страны, а также функции по контролю и надзору в области государственной статистической деятельности на территории Туркменистана. Руководитель Госкомстата Акмырат Маммедов снят с должности в апреле 2016 г. за недостатки, допущенные в работе.

## Региональные подразделения
- Управление статистики г. Ашхабада
- Управление статистики Ахалского велаята, г. Аннау
- Управление статистики Балканского велаята, г. Балканабат
- Управление статистики Дашогузского велаята, г. Дашогуз
- Управление статистики Лебапского велаята, г. Туркменабат
- Управление статистики Марыйского велаята, г. Мары

## История
Образован 25.11.1990 как Государственный комитет Туркменской ССР по статистике. В 1992 году переименован в Государственный комитет Туркменистана по статистике.
| Начало периода | Конец периода | Название                                              |
| 25.11.1990     | 1992          | Государственный комитет Туркменской ССР по статистике |
| 1992           | 15.12.1997    | Государственный комитет Туркменистана по статистике   |

15 декабря 1997 года упразднен и путем слияния с упраздненными Научно-исследовательским экономическим институтом при Кабинете министров Туркменистана и Институтом экономики Академии наук Туркменистана преобразован в Национальный институт статистики и прогнозирования Туркменистана (Туркменстатпрогноз).
| Начало периода | Конец периода | Название                                                         |
| 15.12.1997     | 21.04.2000    | Национальный институт статистики и прогнозирования Туркменистана |

21 апреля 2000 года преобразован в Национальный комитет государственной статистики и информации Туркменистана (Туркменмиллихасабат).
| Начало периода | Конец периода | Название                                                                                 |
| 21.04.2000     | 11.10.2007    | Национальный комитет государственной статистики и информации Туркменистана (Госкомстат). |

11 октября 2007 года преобразован в Государственный комитет Туркменистана по статистике с выделением из прежней структуры отделов науки и создании на их базе Института стратегического планирования и экономического развития Туркменистана.

## Председатели
| No | Имя                                        | Назначен   | Уволен     | Причина увольнения |
| 1  | Аннаев, Беки                               | 25.11.1990 | 11.10.1994 | переход на другую работу                                                                                               |
| 2  | Уразов, Байрамклыч                         | 07.11.1994 | 15.12.1997 | переход на другую работу                                                                                               |
| 3  | Байрамов, Джумадурды                       | 21.04.2000 | 02.03.2005 | скоропостижно скончался                                                                                                |
| 4  | Векилова, Бибитач                          | 08.03.2005 | 30.03.2005 | переведена на другую должность                                                                                         |
| 5  | Моммадов, Какамурад                        | 03.10.2005 | 10.07.2009 | за недостатки в работе                                                                                                 |
| 6  | Курбанкулиев, Аширкули                     | 10.07.2009 | 30.01.2010 | за недостатки в работе                                                                                                 |
| -  | Аманниязова, Людмила                       | 30.01.2010 | 04.03.2010 | временно исполняла обязанности                                                                                         |
| 7  | Мамедов, Акмурад                           | 04.03.2010 | 04.03.2016 | за недостатки в работе                                                                                                 |
| -  | Аманниязова, Людмила                       | 04.03.2016 | 08.04.2016 | временно исполняла обязанности                                                                                         |
| -  | Ораева, Айна                               | 08.04.2016 | 04.05.2018 | временно исполняла обязанности                                                                                         |
| 8  | Гурбанов, Халыкдурды Аннадурдыевич         | 04.05.2018 | 06.07.2019 | освобождён от должности за «допущенные в работе недостатки и как не справившейся с возложенными на него обязанностями» |
| 9  | Велбегов, Силап Шамырадович                | 06.07.2019 | 05.04.2022 | |
| 10 | Аманмухаммедов, Довлетгелди Аннабайрамович | 05.04.2022 |            | действующий |

## Контакты
Адрес: 744000, Ашхабад, пр-кт Арчабил, 100

Телефон: (99312) 39-27-44

Факс: (99312) 39-47-08.